# Csapó Csaba
Csapó Csaba (1965) irodalomtörténész, műfordító, tanár. Az irodalomtudományok doktora.

## Életrajza
Tanulmányait az Eötvös Loránd Tudományegyetemen végezte, ahol latin, ógörög és filozófiai tanulmányokat folytatott, majd angol szakon 2000-ben szerzett diplomát az ELTE BTK Angol–Amerikai Intézetben. 2001-ben állami ösztöndíjat kapott az ELTE Irodalomtudományi Doktoriskoláján működő angol-amerikai irodalom programra, majd itt fejezte be PhD tanulmányait.
Disszertációját Tennessee Williams műveiről írta, “The Dramaturgical Innovations in the Late Plays of Tennessee Williams” (Tennessee Williams dramaturgiai újításai kései színműveiben) címmel, amit 2011-ben védett meg.
Tanítási gyakorlata több évtizedre tehető; különböző nyelviskolákban és középiskolákban tanított nyelvet, kultúrát, és irodalmat. Ezen időszak alatt a Nemzeti Szakképzési Intézet tankönyvszakértőjeként több középiskolai tankönyv létrejöttében vett részt. 2001-től az ELTE Angol-Amerikai Intézetében oktatott angol és amerikai irodalmat.
Rendszeres publikációi 2000-től jelennek meg hazai és külföldi szaklapokban. Magyarországon elsőként írt vitaindító cikket a „meleg irodalomról” az Élet És Irodalom hasábjain (Mi a meleg irodalom és irodalomkritika? Élet és Irodalom XLV/13. 2001. március 30.), ami jelentős visszhangot váltott ki. 2005-től részt vett a Delaware-i Egyetem afroamerikai irodalom professzorainak kezdeményezésére szervezett James Baldwin kötet létrehozásában, s egyedüli nem angol anyanyelvű szerzőként írt egy fejezetet 2006-ban a Peter Lang kiadónál az Amerikai Egyesült Államokban megjelent James Baldwin’s Go Tell It on the Mountain: Historical and Critical Essays. Ed. Carol E. Henderson. New York: Peter Lang, 2006. című  könyvben. Publikációi témája között európai, angol és amerikai drámák, kortárs amerikai regények szerepelnek, de emellett művészeti, valamint a buddhista filozófiát tárgyaló írásai is helyt kapnak.
Konferenciákon – hazánkban és külföldön egyaránt – 2002 óta vesz részt rendszeresen előadóként, a publikációival rokon témakörökben. A publikációk és konferencia előadások mellett rendszeres műfordítói tevékenységet is folytat. A 2005-ben publikált német posztmodern drámaíró, Heiner Müller Hamletgép című drámáját a Magyar Napló Kiadó 2006-ban az év műfordításai között tüntette ki, és jelentette meg egy fordításkötetben.
Nyelvtudása sokoldalú: jól olvas latinul és ógörögül, valamint kiválóan beszél, ír és olvas angolul, németül, svédül, norvégul, spanyolul, újgörögül és kínaiul.
Érdeklődési köre szerteágazó: az irodalmon túl filozófiai és esztétikai problémák, valamint művészeti kérdések éppúgy foglalkoztatják, mint az operatörténet, a zeneesztétika és a zeneelmélet.